# Bradley Darryl Wong

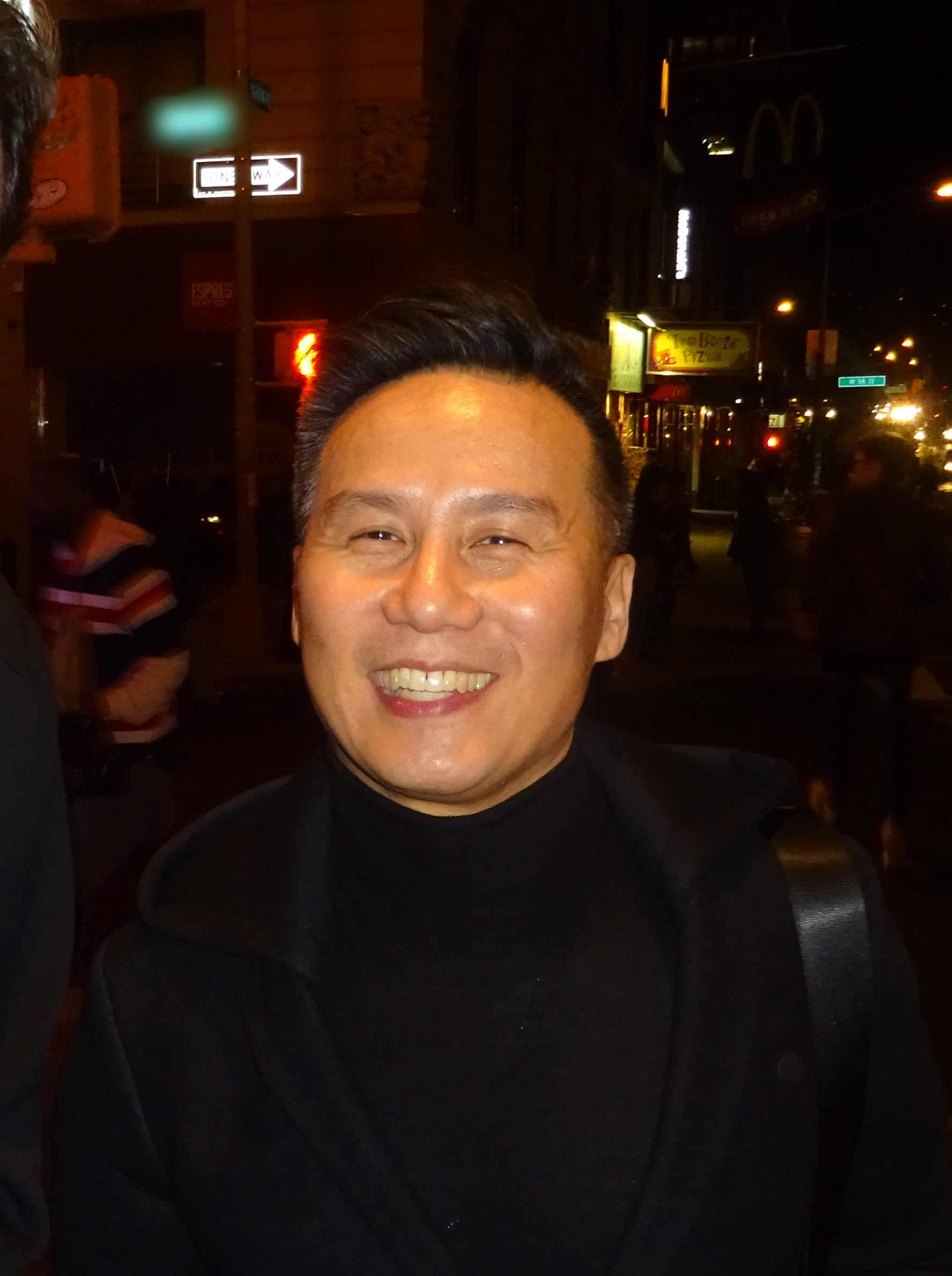
B. D. Wong (2016)

Bradley Darryl „B. D.“ Wong (* 24. Oktober 1960 in San Francisco, Kalifornien) ist ein US-amerikanischer Schauspieler und Synchronsprecher. Wong ist vor allem für seine Rollen in den Fernsehserien Law & Order: Special Victims Unit und Oz – Hölle hinter Gittern sowie seine Mitwirkung in der Jurassic-Park-Filmreihe bekannt.

## Leben
Wong wurde als US-Amerikaner chinesischer Abstammung in San Francisco, Kalifornien, geboren. Er besuchte die Lincoln High School und graduierte an der San Francisco State University. Wong schaffte den Durchbruch als Schauspieler am Broadway mit seinem Debüt in M. Butterfly. Hierfür erhielt Wong einige Auszeichnungen wie den Tony Award, den Drama Desk Award, den Outer Critics Circle Award, den Clarence Derwent Award und den Theatre World Award.
Wong lebt offen homosexuell. Mit seinem damaligen Lebensgefährten Richie Jackson hat Wong ein gemeinsames Kind, das von einer Leihmutter ausgetragen und am 28. Mai 2000 geboren wurde. Sie beendeten ihre Beziehung 2004. 2018 heiratete er seinen langjährigen Lebensgefährten Richert Schnorr. 2003 erhielt Wong den 14. Annual GLAAD Media Award für den offenen Umgang mit seiner Homosexualität. 2017 wurde er in die Academy of Motion Picture Arts and Sciences (AMPAS) aufgenommen, die jährlich die Oscars vergibt.

## Filmografie (Auswahl)

### Filme
- 1983: No Big Deal (Fernsehfilm)
- 1986: Karate Kid II – Entscheidung in Okinawa (The Karate Kid, Part II)
- 1988: Crash Course
- 1989: Family Business
- 1990: Freshman (The Freshman)
- 1990: Good Night, Sweet Wife: A Murder in Boston (Fernsehfilm)
- 1991: Mystery Date – Eine geheimnisvolle Verabredung (Mystery Date)
- 1991: Vater der Braut (Father of the Bride)
- 1992: The Lounge People
- 1993: … und das Leben geht weiter (And the Band Played On, Fernsehfilm)
- 1993: Jurassic Park
- 1994: Men of War
- 1994: No Panic – Gute Geiseln sind selten (The Ref)
- 1995: Ein Geschenk des Himmels – Vater der Braut 2 (Father of the Bride Part II)
- 1995: Die Verblendeten (Dazzle, Fernsehfilm)
- 1995: Kalamazoo (Kurzfilm)
- 1996: Einsame Entscheidung (Executive Decision)
- 1997: Sieben Jahre in Tibet (Seven Years in Tibet)
- 1998: Mörderischer Tausch II (The Substitute 2: School’s Out, Fernsehfilm)
- 1998: Slappy und die Rasselbande (Slappy and the Stinkers)
- 2002: The Salton Sea – Die Zeit der Rache (The Salton Sea)
- 2005: Stay
- 2006: Ira & Abby
- 2007: Marco Polo (Fernsehfilm)
- 2012: White Frog … Kraft unserer Liebe
- 2014: The Normal Heart (Fernsehfilm)
- 2015: Focus
- 2015: Jurassic World
- 2017: Den Sternen so nah (The Space Between Us)
- 2018: Jurassic World: Das gefallene Königreich (Jurassic World: Fallen Kingdom)
- 2018: Bird Box – Schließe deine Augen (Bird Box)
- 2022: Jurassic World: Ein neues Zeitalter (Jurassic World Dominion)
- 2023: Heart of Stone

### Fernsehserien
- 1986: Simon & Simon (Episode 5x15)
- 1987: Disneyland (Episode 31x15)
- 1994: All-American Girl (18 Episoden)
- 1994: Junge Schicksale (ABC Afterschool Specials, Episode 23x02)
- 1995: Bless this House (Episode 1x11)
- 1996: Akte X – Die unheimlichen Fälle des FBI (The X-Files, Episode 3x19)
- 1997–2003: Oz – Hölle hinter Gittern (Oz, 46 Episoden)
- 1999: Chicago Hope – Endstation Hoffnung (Chicago Hope, Episode 6x06)
- 2000: Welcome to New York (Episode 1x04)
- 2001–2015: Law & Order: Special Victims Unit (143 Episoden)
- 2004: Century City (Episode 1x01)
- 2012: Awake (13 Episoden)
- 2015: Navy CIS: New Orleans (NCIS: New Orleans, Episode 1x13)
- 2015–2019: Mr. Robot
- 2015–2019: Gotham (16 Episoden)
- 2018: American Horror Story (3 Episoden)
- 2020–2023: Awkwafina Is Nora from Queens
- 2023: Gremlins – Secrets of the Mogwai (10 Episoden, Stimme)

## Synchronrollen
Fernsehserien:
- 1995: Happily Ever After: Fairy Tales for Every Child, als The Wolf
- 2002: Kim Possible, als Agent Will Du
- 2017: DuckTales (Stimme von Toad Liu Hai, Folge 1x07)
- 2019–2021: The Flash (Stimme von Godspeed)
- 2023: Gremlins – Secrets of the Mogwai (Stimme von Hon Wing, 10 Folgen)

Filme:
- 1996: Joes Apartment – Das große Krabbeln (Joe’s Apartment, als Kakerlake)
- 1998: Mulan, als Captain Li Shang
- 2004: Mulan 2, als General Li Shang

Videospiele:
- 2006: Kingdom Hearts II, als Captain Li Shang
- 2018: Jurassic World Evolution, als Dr. Henry Wu

## Broadway-Produktionen
- 1988: M. Butterfly, Song Liling
- 1993: Face Value, Randall Lee
- 1999: You’re A Good Man, Charlie Brown Revival, Linus
- 2004: Pacific Overtures Revival, Reciter
- 2005: Children and Art Special Benefit, Performer

## Auszeichnungen (Auswahl)
- 1988: Clarence Derwent Award für M. Butterfly
- 1988: Tony Award, Best Featured Actor in a Play, M. Butterfly
- 1988: Drama Desk Award, Outstanding Featured Actor in a Play, M. Butterfly
- 1988: Theatre World Award, M. Butterfly
- 2003: GLAAD Media Award